# Barsuki (rejon kormański)
Barsuki (biał. Барсукі; ros. Барсуки, Barsuki; pol. hist. Borsuki) – agromiasteczko na Białorusi, w obwodzie homelskim, w rejonie kormańskim, w sielsowiecie Barsuki, przy drodze republikańskiej R30.

## Historia
W XIX i w początkach XX w. położone były w Rosji, w guberni mohylewskiej, w powiecie rohaczewskim, w gminie Korma. Następnie w granicach Związku Sowieckiego. Od 1991 w niepodległej Białorusi.